# Pieter Reypens
Petrus (Pieter) Josephus Reypens (Mortsel, 19 maart 1840 - aldaar, 22 juni 1899) was een Belgisch politicus.

## Levensloop
Beroepshalve was hij eigenaar van brouwerij 'De Nieuwe Stad'.
Hij werd burgemeester van Mortsel op 30 juli 1870, een mandaat dat hij uitoefende tot 24 oktober 1873. Hij werd opgevolgd door K De Rooy. Minder dan een jaar later werd hij opnieuw burgemeester van de gemeente. Op 22 juli 1899 werd zijn lijk aangetroffen in een gracht rond Fort 5 te Edegem. De doodsoorzaak werd nooit opgehelderd.
Tijdens zijn ambtsperiode werd het eerste "echte" gemeentehuis gebouwd.
Er is in Mortsel een straat naar hem vernoemd, de Pieter Reypenslei.